# Лешнишки Връх
Лешнишки Връх (на словенски: Lešniški Vrh) е село в Словения, Подравски регион, община Ормож. Според Националната статистическа служба на Република Словения през 2015 г. селото има 35 жители.